# دهستان اوجان غربی
دهستان اوجان غربی یکی از دهستان‌های استان آذربایجان شرقی است که در بخش مرکزی شهرستان بستان‌آباد واقع شده‌است. این دهستان در سال ۱۳۶۶ خورشیدی تأسیس شده و جمعیت آن در سال ۱۳۸۵ خورشیدی بالغ بر ۱۰٬۴۵۸ نفر بوده‌است.

## موقعیت
دهستان اوجان غربی دارای اب هوایی کوهستانی وتپه ای می‌باشد. نزدیک بودن کوه سهند در نوع اب وهوای این منطقه تعسیر زیادی دارد. مرکزیت این دهستان روستای بنه‌کهل مشتمل بر ۲۵روستا.